# Rehobothkerk (Tilburg)
De Rehobothkerk is een voormalige protestantse kerk in de Noord-Brabantse stad Tilburg. De kerk is gelegen aan de Karmelietenstraat 45.

## Geschiedenis
Deze kerk werd gebouwd in 1970 voor de Molukse Evangelische Kerk en de Gereja Kristen Indonesia Nederland (Indonesisch-Nederlandse Christelijke Kerk). In 2008 werd het gebouw afgestoten. De diensten werden hierna eerst in een wijkcentrum gehouden. Sinds 2010 worden ze in de Pauluskerk gehouden.

## Gebouw
Het betreft een sober bakstenen gebouw met licht hellende daken en een bescheiden betonnen open klokkentorentje op het dak.